# Leopold Hilsner
Leopold Hilsner (Polná, 10 luglio 1876 – Vienna, 9 gennaio 1928) calzolaio boemo con cittadinanza austriaca di origine ebraica. Hilsner fu accusato e condannato per l'omicidio di Anežka Hrůzová e Marie Klímová durante l'omonimo processo.
Il cosiddetto Affare Hilsner riempì le pagine dei giornali nel 1899-1900 e mobilitò molti antisemiti in una campagna antiebraica. In difesa di Hilsner e per una revisione del primo sommario processo che lo aveva condannato a morte intervenne Tomáš Masaryk, futuro presidente della Prima repubblica cecoslovacca e allora professore di sociologia presso l'Università di Praga.
Leopold Hilsner proveniva da una povera famiglia di origine ebraica della cittadina di Polná. Si diplomò in una scuola ebraica tedesca e dopo il diploma fece per un breve periodo l'apprendista come calzolaio. Tuttavia non trovò mai un impiego stabile, lavorando solo occasionalmente e facendosi mantenere dalla madre.  Vagabondava spesso per le vie di Polná, chiedendo l'elemosina e risiedeva nella casa di fronte alla sinagoga, dove c'era un alloggio per i poveri del comune.
Dopo l'accusa di omicidio rituale, Hilsner fu incarcerato e condannato a seguito di un processo durato 5 giorni e svoltosi a Kutná Hora (12-16 settembre 1899). L'avvocato difensore di Hilsner fece appello alla Corte Suprema di Vienna per far annullare il verdetto di Kutná Hora. Si arrivò così a un nuovo processo, svoltosi stavolta presso il tribunale regionale di Písek. Il processo durò 17 giorni e si concluse il 14 novembre 1900. Leopold Hilsner fu nuovamente riconosciuto colpevole e condannato a morte, ma l'anno successivo la sentenza fu commutata in ergastolo.
Dopo 18 anni di prigionia, Hilsner fu infine rilasciato il 24 marzo 1918 in condizioni di salute precarie, sulla base di un indulto concesso dall'imperatore Carlo I d'Austria. Hilsner non venne mai riabilitato, né il suo processo non fu mai riesaminato. Nella sua libertà visse in diversi luoghi, tra cui Velké Meziříčí, Praga e Vienna, dove negli anni Venti si mantenne come venditore ambulante sotto un altro nome, sostenuto finanziariamente dalla comunità ebraica viennese e dal presidente Masaryk.
Leopold Hilsner morì presto, una decina di anni dopo il suo rilascio, all'età di 51 anni nell'ospedale Rothschild e fu sepolto nel Cimitero Centrale di Vienna.

## Curiosità
Nel 1919 è stato realizzato un lungometraggio sulla vicenda dal titolo Případ Hilsner [Il caso Hilsner] con protagonista lo stesso Hilsner. Più recentemente, nel 2015 la televisione ceca ha realizzato un film, dedicato all'Affare Hilsner intitolato Zločin v Polné [Delitto a Polná] e trasmesso per la prima volta in televisione nel gennaio 2016.